# لوئیس کوله
لوئیس جان کوله (انگلیسی: Louis Cole؛ زادهٔ ۲۸ آوریل ۱۹۸۳) یوتیوبر اهل بریتانیا است. وی از سال ۲۰۱۱ میلادی تاکنون مشغول فعالیت بوده‌است.

او بیش از ۲ میلیون دنبال کننده در یوتیوب دارد و بیشتر به خاطر ارسال یک ویدئو روزانه در کانال FunForLouis، که زندگی و سفرهای ماجراجویانه اش را در سراسر جهان ثبت می‌کند، مشهور شده‌است.